# Mohanpur Mohammadpur
Mohanpur Mohammadpur is een census town in het district Haridwar van de Indiase staat Uttarakhand. 

## Demografie
Volgens de Indiase volkstelling van 2001 wonen er 8.700 mensen in Mohanpur Mohammadpur, van wie 52% mannelijk en 48% vrouwelijk is. De plaats heeft een alfabetiseringsgraad van 68%. 